# エソラゴト
『エソラゴト』は、usiによる日本の漫画作品。スクウェア・エニックスのウェブコミック配信サイト『ガンガンONLINE』で2009年11月5日更新分から2010年6月3日更新分まで連載された。オールカラー。

## ストーリー
高校生仁科量は変化のない「日常」を受け止めつつも「非日常」に憧れていた。そんな彼の前に爆発と共に一人の少女が現れた。その少女は量に「世界を救いに来た」と言った。

## 用語
重宙市（えそらし）
量たちが住んでいる街。中央に巨大な電波塔がある。
DIF（ディフ）
正式名称はディメンション インタ フェアレンス。量の住む宇宙と相の住む宇宙が接近したことによって生じた高密度のエネルギー。これを処理することが相の使命であり、彼女はバグと呼んでいる。

## 登場人物
仁科 量（にしな かず）
変わらない日常の中で不思議なことを求めてビデオカメラで日常の風景を撮っている少年。学校はさぼり気味で授業中も居眠りがちだが成績はいいようで先生からも「さすがだな」言われる描写がある。

廃墟で相と出会い自分のビデオカメラがバグを見つけ出すためのビューアーの役割果たすことが分かり彼女に協力することになる。

作中に家族が直接登場することはないが自宅のテレビが付けっぱなしだったことから一人暮らしではなようであり、テレビニュースにて帝慶（ていけい）大学の仁科 計（にしな けい）准教授と言う人物が紹介されておりそれを見た量が何か思うことがあるような表情を見せるが最後まで明かされる事はなかった。
真視 相（まみる あい）

渉川 理沙（あゆかわ りさ）

## 単行本
- 1巻 2010年10月22日 ISBN 978-4-7575-3034-8[1]